# Emarhendia bettiana
Emarhendia bettiana är en tvåhjärtbladig växtart som först beskrevs av Murray Ross Henderson, och fick sitt nu gällande namn av R. Kiew, A. Weber och Brian Laurence Burtt. Emarhendia bettiana ingår i släktet Emarhendia och familjen Gesneriaceae. Inga underarter finns listade i Catalogue of Life.